# Johann August (Anhalt-Zerbst)

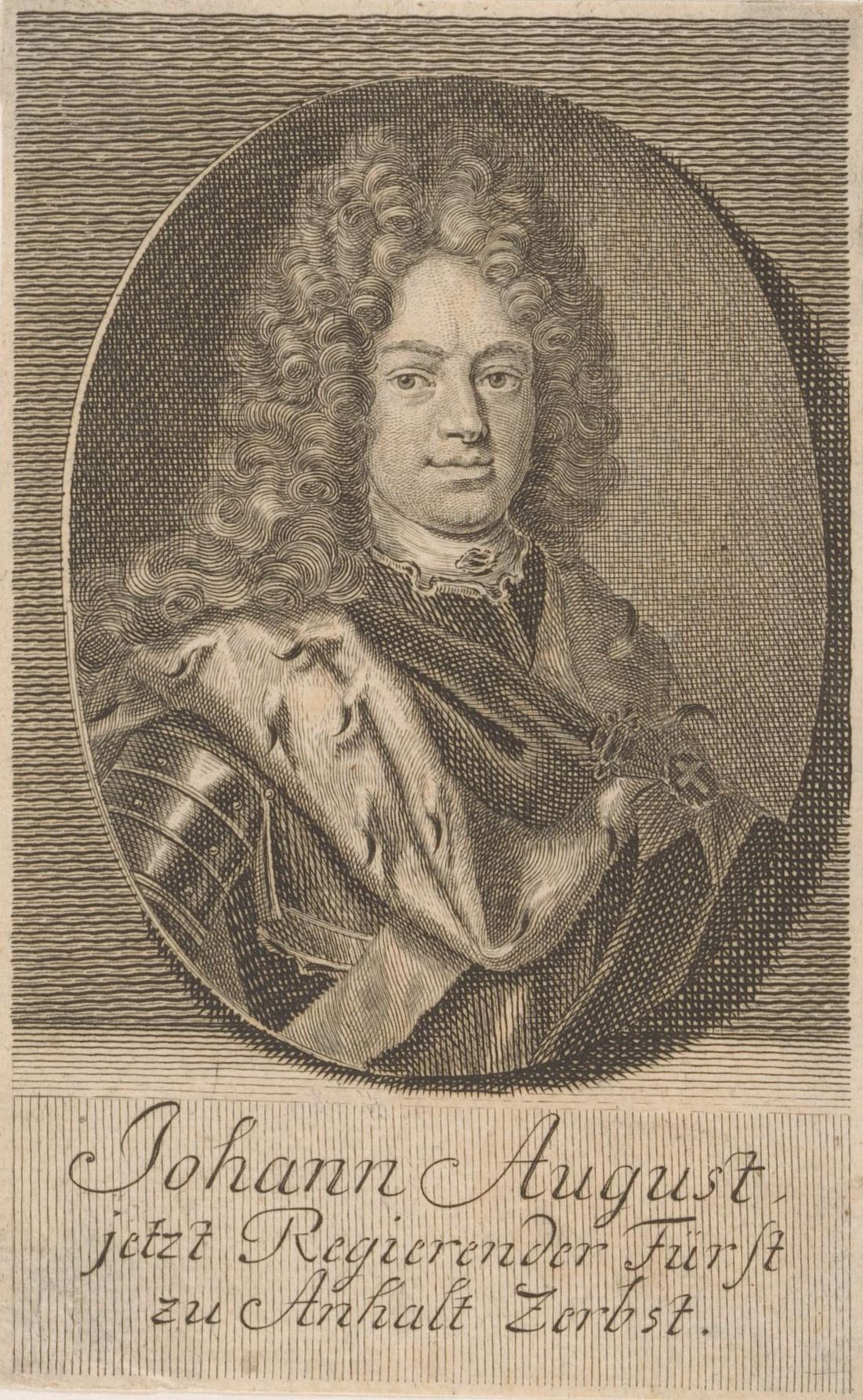
Fürst Johann August von Anhalt-Zerbst

Johann August von Anhalt-Zerbst (* 29. Julijul. / 8. August 1677greg. in Zerbst; † 7. November 1742 ebenda) war von 1718 bis zu seinem Tode 1742 regierender Fürst von Anhalt-Zerbst und Herr von Jever.

## Leben
Johann August war der älteste Sohn des Fürsten Karl Wilhelm von Anhalt-Zerbst (1652–1718) und dessen Ehefrau Sophia (1654–1724), Tochter des Herzogs August von Sachsen-Weißenfels. Benannt wurde er nach seinen beiden Großvätern.
Er wurde sehr umfassend ausgebildet und unternahm seine Kavalierstour in die Niederlande, nach Frankreich und nach England. Seit 1699 wurde Johann August durch seinen Vater in die Regierung des Landes einbezogen. Aus Anlass seiner Ehe mit Friederike (1675–1709), Tochter des Herzogs Friedrich I. von Sachsen-Gotha-Altenburg, die er am 25. Mai 1702 in Zerbst geheiratet hatte, erhielt er eine eigene Hofhaltung. Ab 1704 errichtete er in Badetz ein Lustschloss, das zu Ehren seiner Gemahlin den Namen Friederikenberg erhielt. Seine als intelligent und schön geltende Gemahlin starb bereits 1709. Erst 1715 heiratete er erneut, nämlich Hedwig Friederike von Württemberg-Weiltingen (1691–1752).
Nach dem Tod seines Vaters 1718 übernahm er die Regierung in Anhalt-Zerbst. Johann August galt als wohltätiger und umsichtiger Regent. In den Friedensjahren seiner Regierung entwickelten sich das Land und vor allem die Residenzstadt Zerbst außerordentlich. 1722 berief er Johann Friedrich Fasch als Hofkapellmeister nach Zerbst.
Seine beiden Ehen waren kinderlos geblieben, und mit dem Tod des Fürsten erlosch die Hauptlinie Anhalt-Zerbst. Den Titel übernahm die Linie Anhalt-Zerbst-Dornburg. Nachfolger als Fürsten von Anhalt-Zerbst wurden seine Cousins, Johann Ludwig II. und dessen Bruder Christian August.